# Gian Franco Reverberi
Gian Franco Giacomo Reverberi (Genova, 12 dicembre 1934 – Roma, 8 gennaio 2024) è stato un compositore italiano, fratello di Gian Piero Reverberi ed esponente della Scuola genovese.

## Biografia
Nasce il 12 dicembre 1934, all'interno del Museo di storia naturale Giacomo Doria di Genova, presso il quale il nonno paterno era custode e falegname. Nel dopoguerra, la famiglia si trasferisce in corso Torino, in un piccolo appartamento al numero 58, che diventerà polo aggregativo di musicisti. Studia pianoforte presso un'insegnante privata, la maestra Mezzo-Ricci. Appassionato di fisarmonica, con questo strumento inizia a esibirsi in una serie di spettacoli musicali i cui protagonisti sono “bambini prodigio”. Suona il vibrafono, regalatogli dal padre, che diventerà il suo strumento principale. Con questo strumento firma il suo primo contratto per esibirsi a Napoli durante le vacanze scolastiche estive. L'anno successivo, sedicenne, viene invitato come vibrafonista nell'orchestra di Nello Segurini al Lido di Genova.
Coloro che sarebbero diventati i cantautori della Scuola Genovese vivevano quasi tutti nel quartiere della Foce con le rispettive famiglie. Gian Franco e suo fratello Gian Piero erano i residenti dell'appartamento che ospitava le "session" musicali del gruppo, e i principali musicisti del gruppo. Risale a questi anni la sua amicizia con Giorgio Calabrese, autore dei testi di canzoni di successo, che diventerà collaboratore delle sue prime canzoni.
Durante il servizio militare a Fano, Gian Franco forma un quartetto con altri commilitoni tra i quali figura Piero Ciampi. Successivamente è assegnato al reggimento di Milano. Fonda un trio jazz con Giorgio Gaber (chitarra) e Giorgio Buratti (contrabbasso), esibendosi nelle “cantine” milanesi.
Contemporaneamente, insieme a Giorgio Gaber, Enzo Jannacci, Paolo (Pallino) Tomelleri, Nando De Luca e Luigi Tenco (che raggiungeva Milano da Genova in tutti i fine settimana) costituisce uno dei primi gruppi italiani di rock and roll, con cantante Adriano Celentano.
Terminato il servizio militare, entra a far parte come vibrafonista dell'orchestra di bordo della nave Olimpia. La nave, che partiva dal porto di Genova, rotta New York, navigava per due mesi nei Caraibi e per ulteriori due mesi toccava quattro continenti nella cosiddetta “crociera dei miliardari”.
Su invito del padre, che considerava le precedenti esperienze musicali un “divertimento”, svolge brevemente l'attività di rappresentante per una azienda costruttrice di macchine per lavaggio a secco. L'esperienza dura tre mesi.
Torna quindi a Milano e con Jannacci, Tomelleri, De Luca e Tenco, forma I Cavalieri, gruppo che incide presso la Dischi Ricordi, ma funge anche da base per altri artisti dell'epoca. I Cavalieri si esibiscono anche nei locali di Roma, partecipando inoltre alla colonna sonora del film La notte brava di Mauro Bolognini (1959).
L'aspirazione di Reverberi era però quella di comporre e, grazie anche ai buoni uffici di Mogol, viene assunto inizialmente alle edizioni musicali Radio Record Ricordi e successivamente alla "Discografia". Diventa a 23 anni vicedirettore artistico della casa e nello stesso tempo fonico, assistente musicale, direttore d'orchestra, arrangiatore, turnista e talent scout.
Dirige l'orchestra del Festival di Sanremo, nei brani eseguiti da Nicola Di Bari (da lui prodotto) che vinceranno il Festival nel 1971 con Il cuore è uno zingaro, nel 1972 con I giorni dell'arcobaleno, mentre nel 1970 il brano, La prima cosa bella, pur non vincendo si rivelerà il più venduto dell'anno.
Il suo ultimo incarico alla Ricordi gli consente di invitare i suoi compagni della Foce. Invita a Milano: Luigi Tenco, Gino Paoli, Piero Ciampi, Fabrizio De André, ma anche Ricky Gianco e, successivamente, Bruno Lauzi e Michele, aiutandoli quindi a ottenere la loro affermazione, assecondato da Nanni Ricordi (direttore) e Franco Crepax (vicedirettore).
Successivamente all'uscita di Nanni Ricordi dalla casa discografica che portava il suo nome, diventa direttore artistico della casa discografica CGD col suo amico Franco Crepax, nominato direttore.
Da un'idea di Gino Paoli, che nel frattempo già incideva con la RCA, nasce una nuova esperienza di produttori indipendenti. Il primo artista prodotto dalla coppia Paoli/Reverberi è Lucio Dalla. L'occasione per lanciare Dalla definitivamente arriva col Festival di Sanremo e con una canzone composta per lui da Reverberi con testo di Sergio Bardotti: Pafff... bum!.
Nelle vesti di manager, arrangiatore, compositore, musicista e direttore d'orchestra, svolge tournée in vari Paesi europei, in Giappone, in Australia e in Sud America (Argentina, soprattutto), accompagnando anche Luigi Tenco, Lucio Dalla e Nicola Di Bari.
Oltre a comporre canzoni, scrive colonne sonore per film. Proprio un brano tratto da una di queste, composta per il film Preparati la bara!, con Terence Hill, nel 2006 è ripreso dal duo statunitense Gnarls Barkley per il loro singolo Crazy.
Da ricordare altresì la sua collaborazione con Giorgio Calabrese che è risultata in una serie di splendide canzoni in lingua genovese, interpretate e rese note sia da Natalino Otto che da Bruno Lauzi, tra le quali si ricordano "O Frigideiro", " A Bertoela", "Madaenn-a", "Ario", "Bossa figgeu" e che sono entrate a far parte della cultura musicale e linguistica genovese.
In SIAE sono depositati a suo nome 1456 brani musicali.
Nel novembre 2017 pubblica La testa nel secchio: Tenco, Paoli, Lauzi, Ciampi, Dalla; Le mie figiuate (ragazzate) in compagnia dei cantautori (Iacobelli Editore), in cui racconta episodi inediti, personaggi, aneddoti e curiosità della stagione d’oro della musica d’autore a Genova.
Nel 2017 è stato insignito del premio "La Canaviglia" dal comune di Livorno (delibera della Giunta Comunale n.89 del 17 marzo) su proposta del comitato UNESCO Jazz Day Livorno promosso da Andrea Pellegrini e della Banda città di Livorno. Il premio, riconosciutogli per suggellare il suo legame con la città di Piero Ciampi del quale fu intimo amico e il primo produttore, gli è stato consegnato il 18 novembre 2017 durante l'inaugurazione del premio Ciampi 2017 presso il Teatro Goldoni.
Il 29 aprile 2018 Gian Franco Reverberi ha scoperto, insieme al sindaco Filippo Nogarin, la lapide apposta sulla casa natale di Piero Ciampi situata a Livorno in via Roma n. 1. La lapide è stata realizzata dal comitato UNESCO Jazz Day Livorno del quale Reverberi è presidente onorario, su iniziativa di Andrea Pellegrini in collaborazione con Banda città di Livorno e premio Ciampi con il contributo del comune di Livorno (delibera della Giunta Comunale n.645 del 14 novembre 2017). Alla cerimonia Tony Cattano (trombone) e Beppe Scardino (sax) hanno suonato il tema di Fino all'ultimo minuto, canzone interpretata da Ciampi di cui Reverberi è autore della musica, nell'arrangiamento di Andrea Pellegrini, l'uno dalla finestra della casa natale di Ciampi, l'altro dalla finestra della casa natale di Amedeo Modigliani posta esattamente di fronte a quella del cantautore e poeta livornese. La cerimonia viene ripetuta ogni anno a cura del premio Ciampi e del comitato UNESCO Jazz Day Livorno (29 aprile 2018, novembre 2019 in occasione del premio Ciampi, 19 gennaio 2021 e poi il 19 gennaio 2022 nell'anniversario della morte di Piero Ciampi).
Nel 2022 partecipa al documentario "La nuova scuola genovese" di Claudio Cabona in cui dialoga con il produttore rap Demo. Il progetto racconta il filo rosso che lega il rap ligure alla grande scuola della canzone d'autore. Il documentario è entrato in classifica fra i primi dieci film più visti al cinema di quel periodo e nel 2023 è uscito su Prime Video dopo essere stato riconosciuto "opera di interesse culturale" a livello ministeriale. 
Muore a Roma all'età di 89 anni l'8 gennaio 2024. I funerali si sono tenuti il 10 gennaio nella Basilica di Sant'Agnese fuori le mura.

## Galleria d'immagini

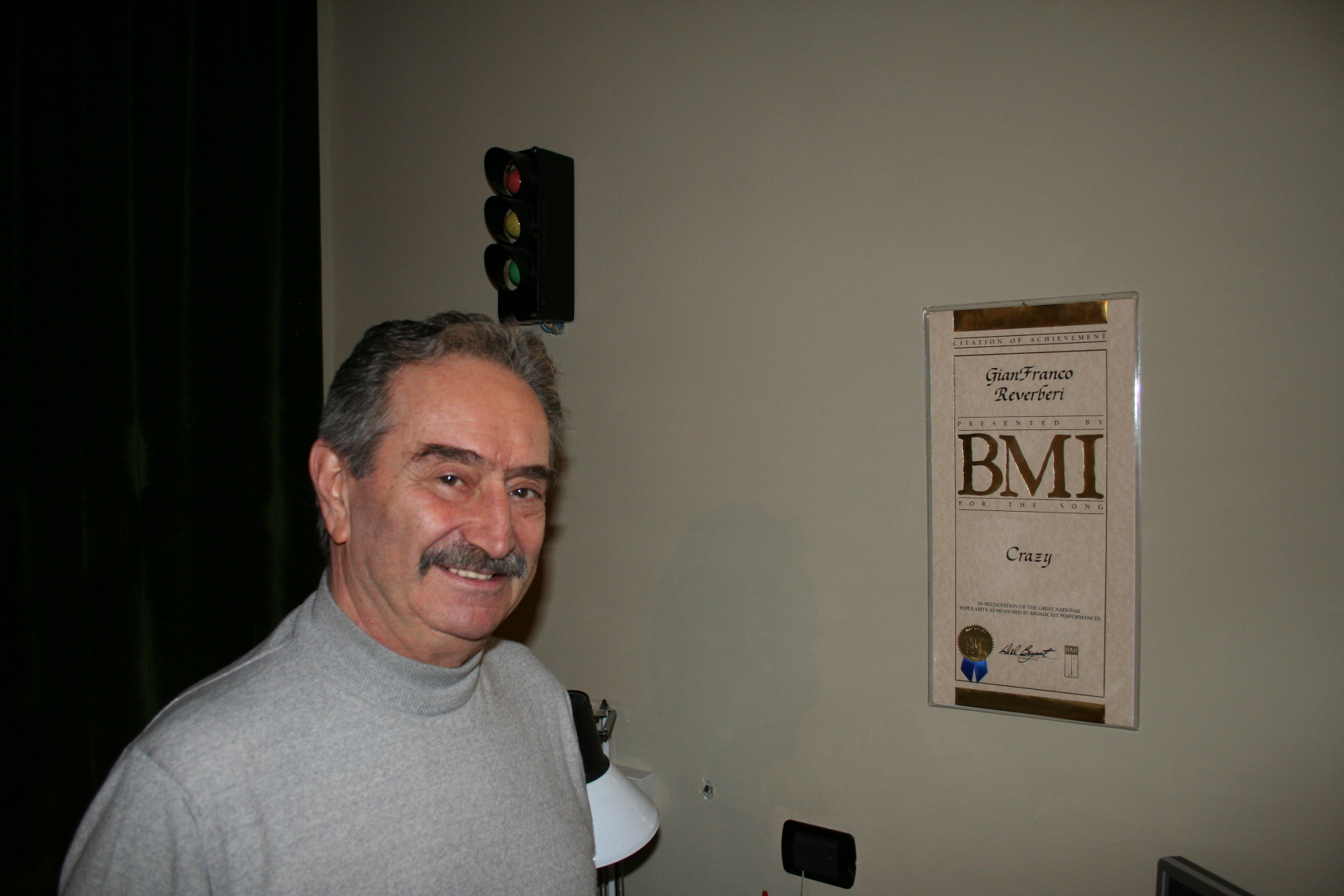
Gian Franco Reverberi nel 2008
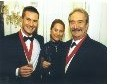
Con i figli
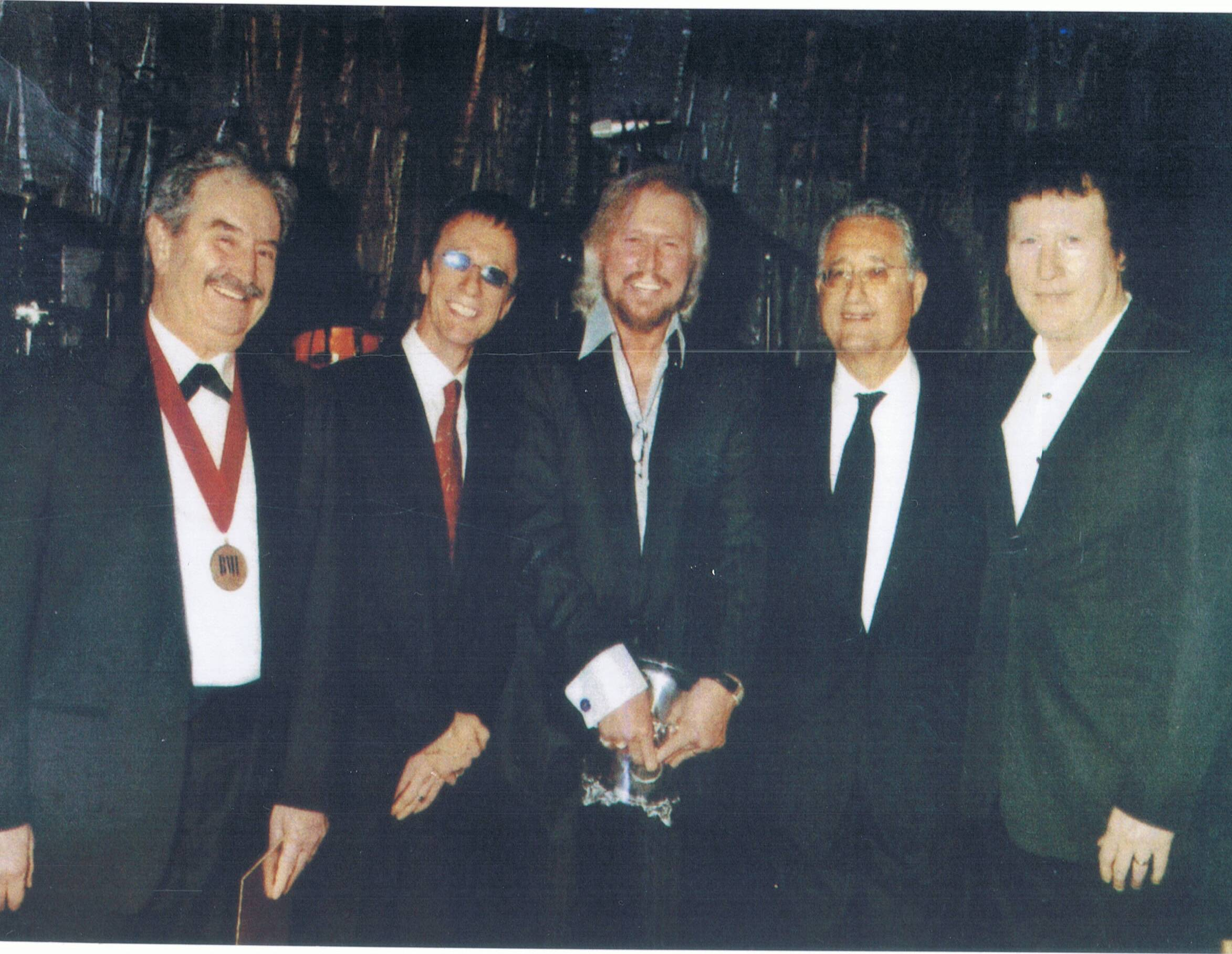
Con i Bee Gees

## Filmografia parziale
- Soldati e capelloni, regia di Ettore Maria Fizzarotti (1967)
- Stasera mi butto, regia di Ettore Maria Fizzarotti (1967)
- Preparati la bara!, regia di Ferdinando Baldi (1968)
- Chimera, regia di Ettore Maria Fizzarotti (1968)
- La morte non ha sesso, regia di Massimo Dallamano (1968)
- La ragazza del prete, regia di Domenico Paolella (1970)
- Torino nera, regia di Carlo Lizzani (1972)
- Delirio caldo, regia di Renato Polselli (1972)
- Il romanzo di un giovane povero, regia di Cesare Canevari (1974)
- La poliziotta della squadra del buon costume, regia di Michele Massimo Tarantini (1979)

## Le principali canzoni composte
| Anno | Titolo                     | Autori del testo                                    | Autori della musica                                  | Interpreti                            |
| ---- | -------------------------- | --------------------------------------------------- | ---------------------------------------------------- | ------------------------------------- |
| 1958 | Ciao ti dirò               | Giorgio Calabrese                                   | Gian Franco Reverberi                                | Adriano Celentano e Giorgio Gaber     |
| 1959 | Non occupatemi il telefono | Franco Franchi                                      | Gian Franco Reverberi                                | Riccardo Rauchi, Gino Paoli           |
| 1959 | 24 ore                     | Giorgio Calabrese                                   | Gian Franco Reverberi                                | I Due Corsari                         |
| 1959 | Dimmi chi sei              | Giorgio Calabrese                                   | Gian Franco Reverberi                                | Giorgio Gaber                         |
| 1959 | Rhum e juke-box            | Giorgio Calabrese                                   | Gian Franco Reverberi                                | Giorgio Gaber                         |
| 1959 | Birra                      | Franco Franchi                                      | Gian Franco Reverberi                                | I Due Corsari                         |
| 1959 | Ehi!...Stella              | Giorgio Calabrese                                   | Gian Franco Reverberi                                | I Due Corsari e Adriano Celentano     |
| 1959 | Perché non con me          | Franco Franchi                                      | Gian Franco Reverberi e Gino Paoli                   | I Due Corsari                         |
| 1959 | Se qualcuno ti dirà        | Screwball                                           | Gian Franco Reverberi                                | Brunetta, Luigi Tenco, Ornella Vanoni |
| 1959 | Senza parole               | Giorgio Calabrese                                   | Gian Franco Reverberi                                | Gino Paoli                            |
| 1959 | Co-eds                     | Giorgio Calabrese                                   | Gian Franco Reverberi                                | Gino Paoli                            |
| 1959 | Corsari scozzesi           | Franco Franchi                                      | Gian Franco Reverberi                                | I Due Corsari                         |
| 1959 | Precipito                  | Mogol                                               | Gian Franco Reverberi                                | Brunetta                              |
| 1960 | Maschere                   | Gino Paoli                                          | Gian Franco Reverberi                                | Gino Paoli                            |
| 1960 | La notte                   | Franco Franchi                                      | Gian Franco Reverberi                                | Mina                                  |
| 1960 | Oggi ho rivisto te         | Giorgio Calabrese                                   | Gian Franco Reverberi                                | Joe Sentieri                          |
| 1961 | Quando il vento si leva    | Piero Ciampi                                        | Gian Franco Reverberi                                | Piero Ciampi                          |
| 1961 | Fino all'ultimo minuto     | Piero Litaliano                                     | Gian Franco Reverberi                                | Piero Litaliano                       |
| 1961 | L'ultima volta che la vidi | Piero Litaliano                                     | Gian Franco Reverberi                                | Piero Litaliano                       |
| 1961 | I miei giorni perduti      | Serafino Di Tomaso                                  | Gian Franco Reverberi                                | Luigi Tenco                           |
| 1961 | Ti ricorderai              | Luigi Tenco                                         | Gian Franco Reverberi                                | Luigi Tenco                           |
| 1962 | O Frigideiro               | Giorgio Calabrese e Bruno Lauzi                     | Gian Franco Reverberi                                | Bruno Lauzi                           |
| 1962 | A bertoela                 | Giorgio Calabrese e Bruno Lauzi                     | Gian Franco Reverberi                                | Bruno Lauzi                           |
| 1964 | Arrio                      | Elio Mereu                                          | Gian Franco Reverberi                                | Natalino Otto                         |
| 1964 | Ti ringrazio perché        | Sergio Bardotti                                     | Gian Piero e Gian Franco Reverberi                   | Michele                               |
| 1964 | Ti amo                     | Giorgio Calabrese                                   | Gian Franco Reverberi                                | Sergio Endrigo                        |
| 1965 | Vorrei                     | Sergio Bardotti                                     | Gian Franco Reverberi                                | Alain Barrière                        |
| 1965 | Lo devo a te               | Sergio Bardotti                                     | Gian Franco Reverberi                                | Bobby Solo                            |
| 1965 | Non basta mai              | Sergio Bardotti                                     | Gian Franco Reverberi                                | Neil Sedaka                           |
| 1965 | Dopo i giorni dell'amore   | Sergio Bardotti                                     | Gian Piero e Gian Franco Reverberi                   | Michele                               |
| 1966 | Lo vuole lui lo vuole lei  | Sergio Bardotti                                     | Gian Franco Reverberi                                | Sandie Shaw                           |
| 1966 | Pafff... bum!              | Sergio Bardotti                                     | Gian Franco Reverberi                                | Lucio Dalla                           |
| 1966 | Io non ho pianto mai così  | Gianfranco Baldazzi                                 | Gian Franco Reverberi                                | Lucio Dalla                           |
| 1966 | Quando ero soldato         | Sergio Bardotti                                     | Gian Franco Reverberi                                | Lucio Dalla, Paul Anka                |
| 1966 | Comincia l'amore           | Sergio Bardotti                                     | Gian Franco Reverberi e Lucio Dalla                  | Dino                                  |
| 1966 | È Stato facile             | Sergio Bardotti                                     | Gian Franco Reverberi                                | Michele                               |
| 1967 | Quando ero soldato         | Sergio Bardotti                                     | Gian Franco Reverberi                                | Lucio Dalla                           |
| 1967 | Il mio posto qual è        | Sergio Bardotti                                     | Gian Franco Reverberi e C. Pes                       | Ornella Vanoni                        |
| 1967 | Una come lei               | Guido Podestà e Rosario Leva                        | Gian Franco Reverberi e Carlo Nistri                 | The Motowns                           |
| 1967 | Il cielo                   | Sergio Bardotti                                     | Gian Franco Reverberi e Lucio Dalla                  | Lucio Dalla                           |
| 1967 | Hai una faccia nera nera   | Guido Podestà e Renato Izzo                         | Gian Franco Reverberi                                | Lucio Dalla                           |
| 1969 | La filibusta               | Franco Franchi                                      | Gian Piero e Gian Franco Reverberi                   | Enrico Maria Papes                    |
| 1969 | Ma è soltanto amore        | Giorgio Calabrese                                   | Gian Franco Reverberi                                | Mina                                  |
| 1970 | La prima cosa bella        | Mogol                                               | Gian Franco Reverberi e Nicola di Bari               | Nicola di Bari                        |
| 1971 | Dammi mille baci           | Franco Franchi, Velia Maggiulli e Maurizio Costanzo | Gian Piero e Gian Franco Reverberi, Edoardo Vianello | Ricchi e Poveri                       |
| 1972 | Il mondo gira              | Luigi Tenco                                         | Gian Franco Reverberi                                | Nicola di Bari                        |
| 1972 | Le mani sui fianchi        | Romolo Forlai                                       | Gian Franco Reverberi                                | Mina                                  |
| 1976 | Arcipelago                 | A. Perani e F. Franchi                              | Gian Piero e Gian Franco Reverberi                   | Underground Set                       |
| 1976 | Kind of woman              | Duncan Smith                                        | Gian Franco Reverberi e Claudio Ghiglino             | Alexander                             |
| 1976 | Tenderness                 | Duncan Smith e Romolo Forlai                        | Gian Franco Reverberi e Francesco Barra              | Twins                                 |
| 1980 | Tu violenza                | Gianni Greco                                        | Gian Franco Reverberi e Marco Zoccheddu              | Daniel Danieli                        |
| 1980 | Ciao, come stai?           | Gianni Greco                                        | Gian Franco Reverberi e Marco Zoccheddu              | Daniel Danieli                        |
| 1981 | Zena                       | Gino Paoli e Giorgio Calabrese                      | Gian Franco Reverberi e Gino Paoli                   | Gino Paoli                            |
| 2006 | Crazy                      | Brian Burton e Thomas Callaway Decarlo              | Gian Piero e Gian Franco Reverberi                   | Gnarls Barkley                        |